# Firefly (canción)
«Firefly» es una canción por la cantante chipriota Christina Metaxa y representará a Chipre en la Festival de la Canción de Eurovisión 2009.
La canción fue presentada en la 2ª semifinal el 14 de mayo de 2009.